# István Pataki
István Pataki (* 21. September 1914 in Budapest-Kőbánya; † 24. Dezember 1944 in Sopronkőhida) war ein ungarischer Arbeiter (Graveur) und Widerstandskämpfer gegen die deutsche Besatzung und deren ungarische Kollaboration.

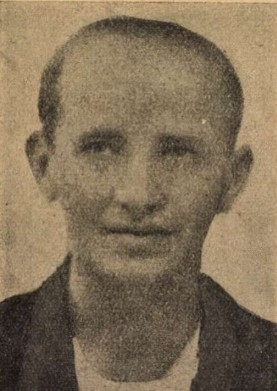

## Vorgeschichte
Er wuchs im Stadtteil Kőbánya auf und begann 1930 ein Gravurlehre. Als Mitglied der Sozialdemokratischen Partei Ungarns war er ab 1930 in deren Jugendbewegung und ab 1933 in der Metallarbeitergewerkschaft politisch aktiv. Im März 1944 besetzte die Wehrmacht im Unternehmen Margarethe große Teile Ungarns und die faschistischen und hitlertreuen Pfeilkreuzler unter Ferenc Szálasi übernahmen die Macht und errichteten eine Militärdiktatur. Pataki ging daraufhin in den Untergrund und beteiligte sich an der Organisation des bewaffneten Widerstands, verbunden mit der Hoffnung, dass die ungarischen Truppenteile die Waffen streckten und überliefen. Die sowjetische Armee rückte vor und am 3. November 1944 begann die 102-tägige Belagerung von Budapest, die die Stadt bis zum 26. Dezember vollkommen einschloss.

## Verhaftung und Hinrichtung
Nach Verrat verhafteten ihn Militärs der Honvéd am 23. November 1944 zusammen mit weiteren Arbeitskollegen in der von der SS kontrollierten Stahl– und Eisenfabrik Manfréd Weisz, Weiss Manfréd Acél- és Fémművek, heute Csepel. Er wurde in das Militärgefängnis am Margitboulevard (Margit Körut) und dann in das Gefängnis in Sopronkőhida gebracht, wo ihn das Kriegsgericht der Pfeilkreuzler zum Tode verurteilte. Am 24. Dezember 1944 wurde er zusammen mit den Widerstandskämpfern Róbert Kreutz und Barnabás Pesti füsiliert, weitere wurden gehängt. Am 13. Februar 1945 kapitulierten die eingeschlossenen Verbände der Wehrmacht, der SS und des ungarischen Korps.

## Erinnerung und Gedenken

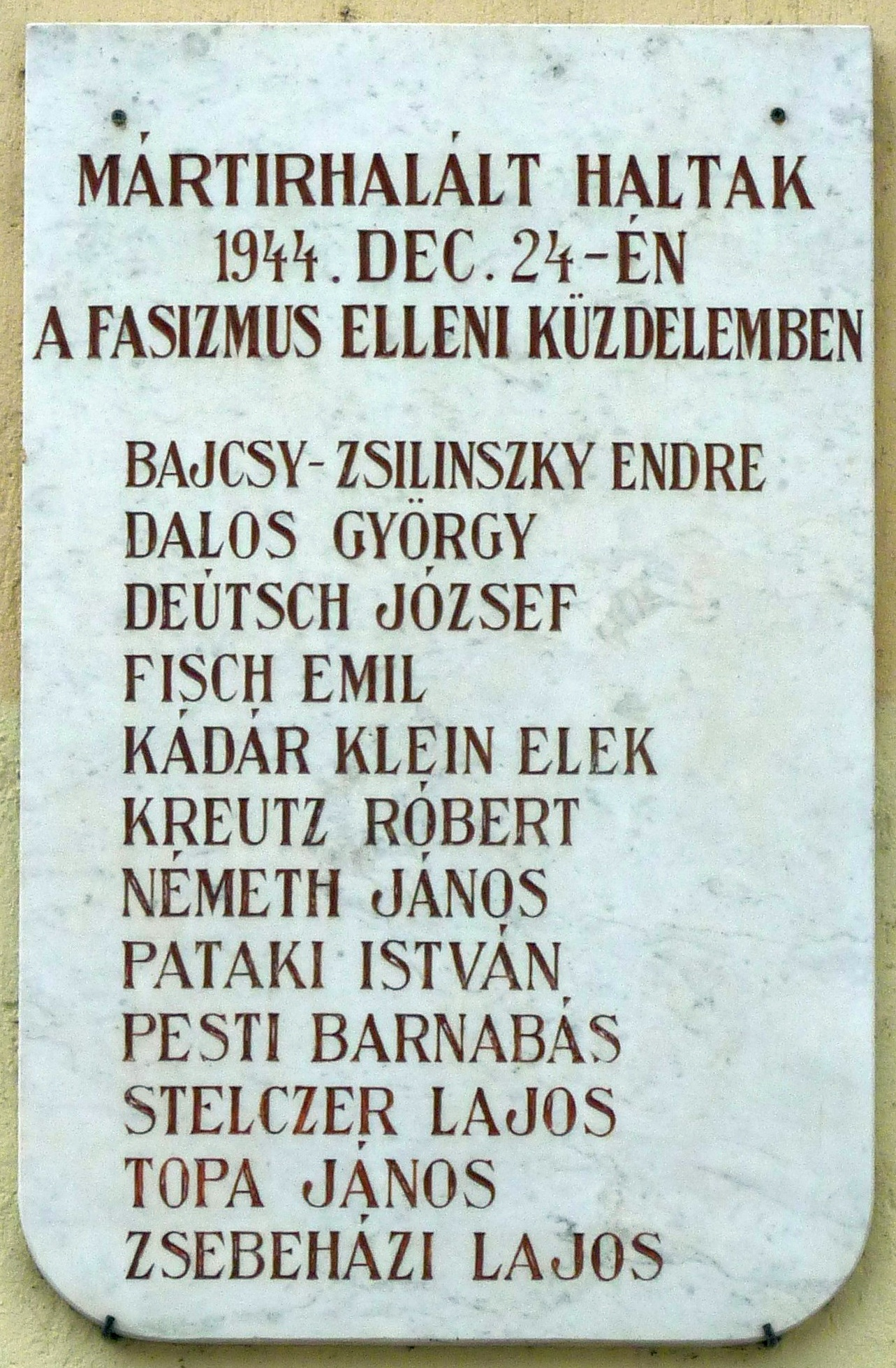
Gedenktafel in Sopronköhida

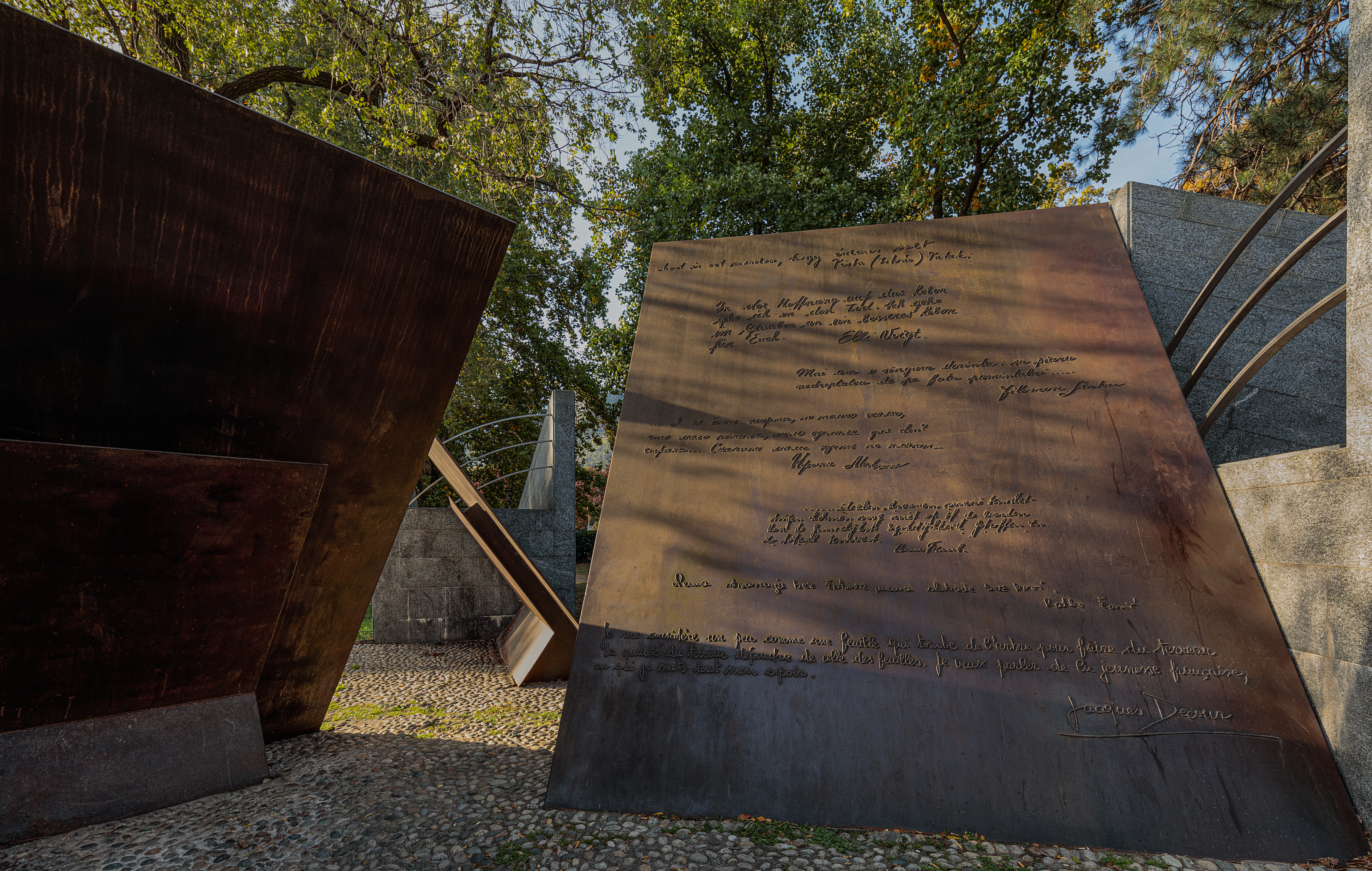
Gedenktafel in Como

In der Zeit des unter sowjetischem Einfluss stehenden Ungarns (1949–1989) wurden viele Straßen, Plätze, Schulen und andere Kultureinrichtungen nach ihm benannt, nach 1989 teilweise wieder aufgehoben.
- Briefmarke der ungarischen Post, 1974.
- Gedenktafel zusammen mit Endre Bajcsy-Zsilinszky, György Dalos, József Deutsch, Emil Fisch, Elek Kádár Klein, Róbert Kreutz, János Németh, Barnabás Pesti, Lajos Stelczer, János Topa, Lajos Zsebeházi, alle am 24. Dezember 1944 hingerichtet; an der  Vorderseite des Hauptgebäudes des Gefängnisses von Sopronkőhida, Sopron, Pesti-Barnabás-Straße 25.
- Inschrift mit einem Zitat aus seinem Abschiedsbrief und Kurzbiographie in mehreren Sprachen am Denkmal Monumento alla Resistenza europea in Como.
- Platz und Kulturhaus: Patky-István-Platz, 1953–1989, jetzt Szent-László-Platz in Budapest–Kőbánya, 10. Bezirk; anliegend das Kulturzentrum Kőrösi Csoma Sándor Kőbánya, ehemals Kulturhaus "Pataky István", siehe Literatur: Lajos Csernus-Lukács.
- Schule: Hauptstädtische Fachmittelschule für Nachrichtentechnik und Informatik "Istvan Pataky",  Fővárosi Gyakorló Híradásipari és Informatikai Szakközépiskola "István Pataky" in Budapest–Kőbánya.
- Stele mit Büste, Kalksteinbüste vom Bildhauer Péter Rózsa, errichtet am 20. September 1964 auf dem Platz, ab 2013 im Innenhof des anliegenden Kulturzentrums, siehe oben: Platz und Kulturhaus und Weblinks: kozterkep.hu.